# Camagüey
Camagüey (hist. Puerto Príncipe) – trzecie co do wielkości miasto Kuby, położone w środkowo-wschodniej części kraju. Stolica prowincji Camagüey.
W 2008 roku zabytkowe centrum miasta wpisano na listę światowego dziedzictwa UNESCO.

## Historia
Osada założona została 2 lutego 1515 roku pod nazwą Santa Maria del Puerto del Príncipe. W 1528 w związku z ciągłymi atakami piratów przeniesiona w głąb lądu. Camagüey posiada zabytki architektoniczne z przełomu XVII i XVIII wieku (katedra i wieża).
Obecnie miasto jest ośrodkiem turystycznym i przemysłowym (spożywczy, chemiczny i maszynowy).
W mieście zlokalizowany jest Międzynarodowy Port Lotniczy im. Ignacio Agramonte.

## Miasta partnerskie
- Szekszárd